# Túpolev ANT-2
El Túpolev ANT-2 fue el primer avión totalmente metálico diseñado por la oficina de diseño Túpolev. Pequeño avión de pasajeros, podía llevar a dos pasajeros en una cabina detrás del piloto.

## Desarrollo
Andrei Túpolev vio el sentido práctico de usar metal en la construcción aeronáutica. Las aleaciones de metal ligero eran más duraderas que la madera y soportaban mejor los severos inviernos rusos. En septiembre de 1922, una fábrica en Kolchuginsk, en la región de Vladimir, aproximadamente a 121 km de Moscú, había elaborado una aleación de alta calidad, llamada Kolchugaluminum. Se estableció una comisión especial el 21 de octubre de 1922, dentro del Tsentralniy Aerogidrodinamicheskiy Institut (TsAGI) y encabezada por Túpolev, encargada de desarrollar pruebas sobre la dureza del metal y establecer la producción de un avión totalmente metálico. La oficina de diseño tenía quince ingenieros, técnicos y diseñadores. Los primeros componentes elaborados en la oficina se usaron para entrenar a los diseñadores en la fabricación de aviones, usando los nuevos materiales.
Túpolev consideró la creación del duraluminio como el nacimiento de la industria aeronáutica de la Unión Soviética. Desarrollar las habilidades requeridas para trabajar esta aleación fue todo un desafío para Túpolev, el TsAGI y la fábrica de Kolchuginsk. Probando los nuevos materiales en aerotrineos, lanchas y planeadores, se desarrollaron técnicas no usadas por el líder de la industria, Junkers, pero que demostraron ser, como mínimo, igual de efectivas.

## Diseño
La construcción del ANT-2 fue realizada por la división AGOS del TsAGI en las plantas uno y tres del número 16 de la Calle de la Radio en Moscú. El diseño era un monoplano de ala alta cantiléver con una sección transversal de forma triangular que demostró su utilidad, ya que su robustez y rigidez reducían la necesidad de soportes del fuselaje que mantuvieran la misma forma, además de añadir el beneficio aerodinámico de evitar vórtices de resistencia bajo el fuselaje trasero. El fuselaje estaba dividido en tres secciones: la primera disponía de acceso fácil al motor para su inspección, la segunda era un área cerrada para los dos pasajeros, que se sentaban enfrentados, y la tercera, mantenida vacía, era la parte de la cola. El área de los pasajeros estaba por detrás y por debajo de la cabina de vuelo, donde se acomodaba el piloto en una carlinga abierta. Similar a los diseños contemporáneos de Junkers, el recubrimiento del avión fue realizado con láminas de hierro corrugado. El motor era un Bristol Lucifer británico de pistones que podía desarrollar 100 hp.
El primer avión fue terminado en mayo de 1924, usándose dos sacos llenos de arena para simular el peso de los pasajeros. El primer vuelo fue realizado el 26 de mayo, ejecutado por Nikolai Petrov. El ANT-2 demostró ser difícil de controlar e inestable en vuelo, pero sus cualidades de vuelo fueron mejoradas al agrandársele la cola. Sin embargo, debido a la escasez de materiales en la URSS y la dificultad de obtener motores, el proyecto nunca alcanzó la etapa de producción en masa.

## Supervivientes
Un ejemplar superviviente de ANT-2 está preservado en el Museo Central de la Fuerza Aérea de Rusia en Mónino, a las afueras de Moscú, Rusia.

## Galería

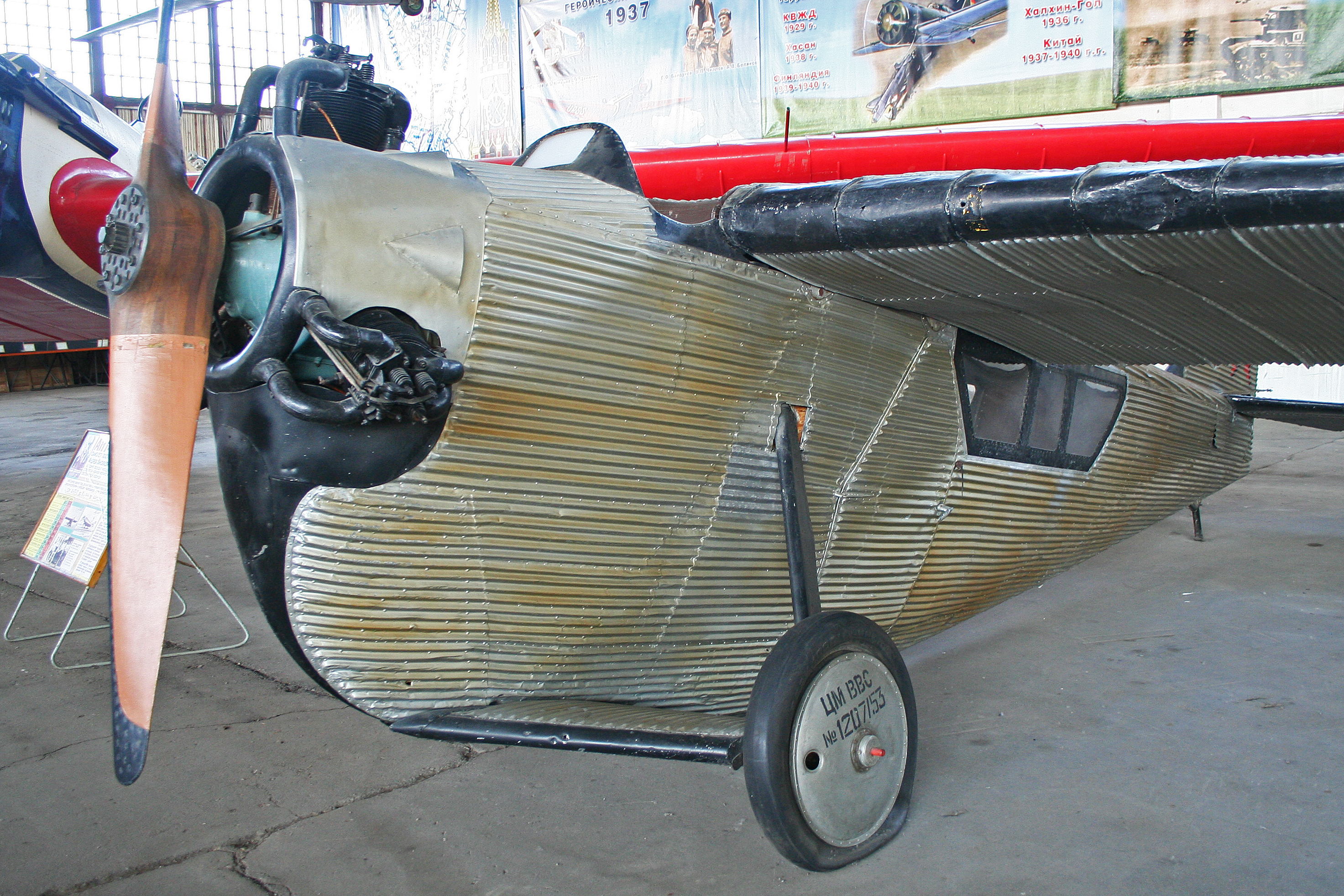
ANT-2 en Monino.
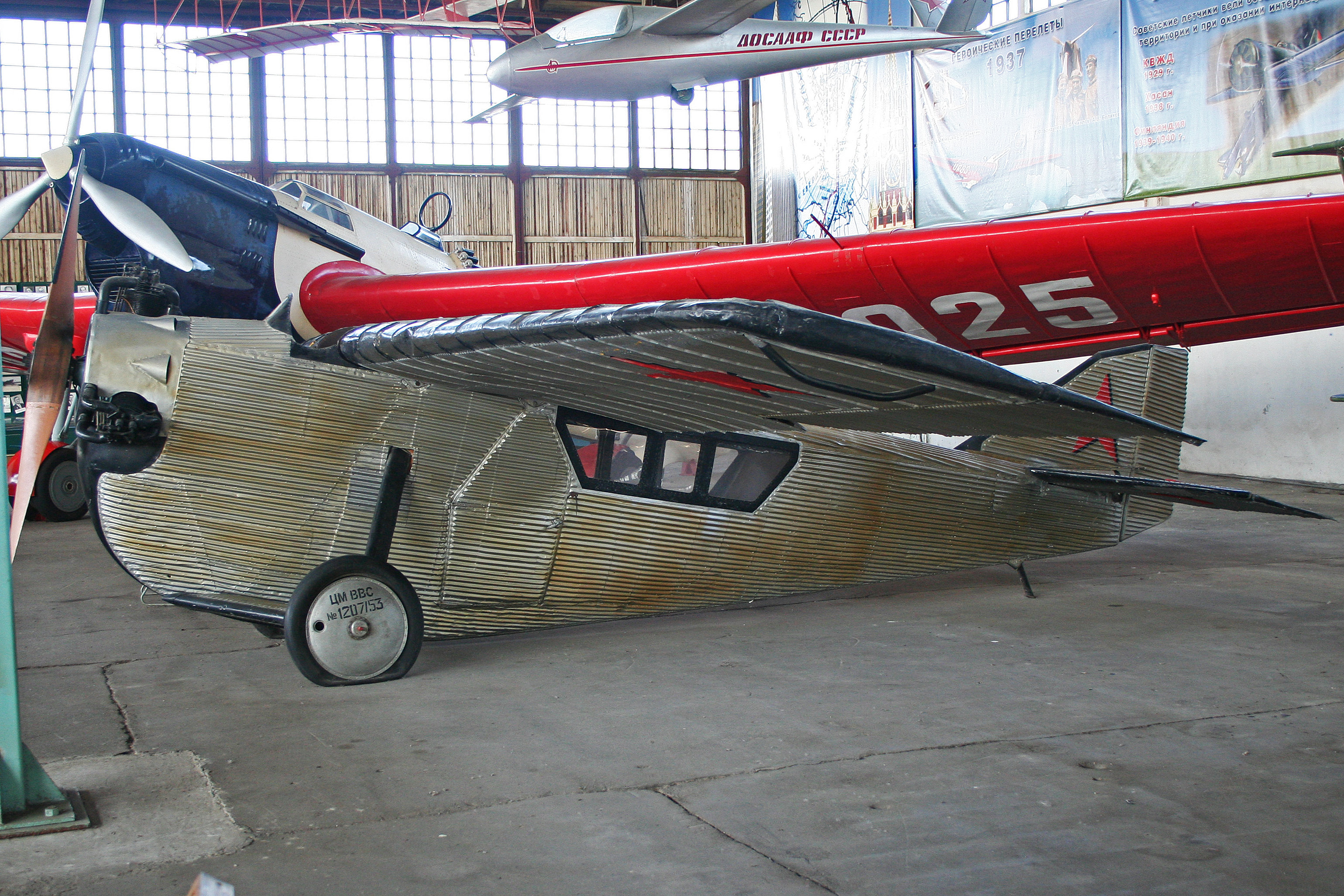

## Especificaciones

### Características generales
- Tripulación: Uno (piloto)
- Capacidad: Dos pasajeros
- Longitud: 7,5 m (24,6 ft)
- Envergadura: 10 m (32,8 ft)
- Superficie alar: 17,5 m² (188,4 ft²)
- Peso vacío: 523 kg (1152,7 lb)
- Peso cargado: 836 kg (1842,5 lb)
- Planta motriz: 1× motor radial de tres cilindros refrigerado por aire Bristol Lucifer.
  - Potencia: 75 kW (103 HP; 102 CV)

### Rendimiento
- Velocidad máxima operativa (Vno): 170 km/h (106 MPH; 92 kt)
- Alcance: 425 km (229 nmi; 264 mi)
- Techo de vuelo: 3300 m (10 827 ft)

## Aeronaves relacionadas

### Secuencias de designación
- Secuencia ANT-_ (interna de Túpolev): ANT-1 - ANT-2 - ANT-3 - ANT-4 - ANT-5 →